# 皮内罗洛
皮内罗洛（義大利語：Pinerolo），是意大利都灵广域市的一个市镇。总面积50平方公里，人口35938人，人口密度718.8人/平方公里（2009年）。ISTAT代码为001191。

## 友好城市
- 法國加普 1963年
- 德国特勞恩施泰因 1986年
- 阿根廷聖弗朗西斯科 1996年
- 代爾文塔 2005年